# マープタープット工業団地
マープタープット工業団地 (タイ語:นิคมอุตสาหกรรมมาบตาพุด、英語：Map Ta Phut Industrial Estate）は、タイのタイ工業団地公社の管理する工業団地の一つ。タイ東部ラヨーン県に位置する。1988年に開設。 

## 概要
1980年代からすすめられたタイ東部臨海開発計画に基づき、1988年に重化学工業団地として開設された。この工業団地の建設には、日本も多く関わっており海外経済協力基金（OECF）より巨額の円借款を受け開発が進められた。立地もよく、工業港であるマープタープット港やレームチャバン港、諸空港等が近くにあり、輸出入に便利なように設計されている。本工業団地は開設以降、順調に直接投資が行われ、多くの日本企業が進出した。

## 管理事務所所在地
ラヨーン県 ムアンラヨーン郡 タムボン･マープタープット アイ・ヌン通り　1 
（1 ถนน ไอ – หนึ่ง ตำบลมาบตาพุด อำเภอเมือง จังหวัดระยอง 21150） 
- 各地からの距離
  - バンコクより190km
  - ドンムアン空港より120km
  - ラヨーン県都より25km
  - マープタープット港より1km
  - ウータパオ国際空港より24km

## 用地
- 用地面積 - 総面積 1634.4ha（内訳は一般工業区 1134.7ha、住宅用区 238.4ha、公共インフラ設備と施設のエリア 100.3ha、未分譲ビジネス区 128.5ha など）

## 施設
- 水道水：ドークラーイ貯水池から取水。給水能力は15,300㎥/ライ/日。
- 電力：電力供給能力が50メガボルトアンペア。電圧は115/22キロボルト。
- 電話：6,720回線
- 廃水処理 ：活性汚泥法。面積2-4ha。処理能力は一日当り4,000㎥
- ゴミ焼却：一般ゴミはマープタープット自治体により、処理される。産業廃棄物と有害廃棄物はGENCO公社によって処理される。
- 道路：幹線道路は4車線（幅員40m）アスファルト製。補助幹線道路は2車線（幅員22m）アスファルト製。
- 鉄道貨物輸送：1995年にタイ国鉄東線サッタヒープ支線カオチーチャン駅から分岐する貨物線が開通し、終点の工業団地内にマープタープット貨物駅が設置されている[1]。
- ワンストップサービスセンター（OSOS）がある。

## マープタープット工業団地公害問題

### 問題化の経緯
マープタープット工業団地における公害問題の始まりは、1996年頃であり、近隣住民から異臭の苦情が出ていた 。
そのため、公害問題、環境大衆運動の発生を見越して、1998年に東京都環境科学研究所が環境調査を行っている。その調査結果によると異臭、水質汚濁に対する対策が求められるが、大気汚染、騒音等はおおむね環境基準を満たすものであったことが報告されている。
しかし工業団地の急速な発展の伴い、地域社会、環境保護団体との軋轢が強まっていくことになる。2001年には、同工業団地で建設が進められていたBLCP石炭火力発電所建設に対して、大気、水質汚染を懸念した地域住民が反対運動を起こし、国家人権委員会に申し立てを行っている。また、2003年には異臭被害にあったとされる中高校が移転。2008年には、タイ保健省が健康被害に関する調査を行い、周辺住民の尿から基準値以上の発ガン物質ベンゼンを検出、発がん性のリスクが高まっていることを指摘した。その間断続的にデモなどの大衆運動が行われた。
このような事態に対応して同工業団地では、70%の企業がISO14000の環境基準を取得したり、より厳しい環境基準を設定したりと対策をとったが、相互の溝は埋まらず、2007年10月、地域住民がラヨーン行政裁判所に行政訴訟を起こした。
2009年3月3日ラヨーン行政裁判所が政府の国家環境委員会（NEB）に対して汚染管理地区に指定することを命じる判決を出すと、住民と環境保護団体は同地域に計画されている新たな石油化学工場の増設中止と環境改善・環境影響評価の実施を求めてデモ行うなど大衆運動を行った。

### 事業凍結仮処分決定
2009年9月29日、中央行政裁判所は石油化学などの76事業について、仏暦2550年タイ王国憲法67条第2項に違反しているとして事業停止の仮処分を行った。その仮処分を受け政府は10月2日、経済等への影響を鑑みて停止命令の取り消しを最高行政裁判所に求めた。12月2日、中央行政裁判所は76事業のうち11事業のみを環境上の問題がないとして建設を認めた。さらに年末、1事業が追加で許可され、最終的に64事業が凍結された。
また、同時期に公害問題と関わりがあると思われる事件が多く新聞紙上に掲載された。2009年11月25日にはチョンブリー県レームチャバン港で過硫酸ナトリウムの流出事故、12月6日には公社の管理するマープタープット港でブタンの流出事故、12月12日には同じ工業団地内でガス漏れ事故による避難騒ぎが起きている。
この一連の公害問題の影響により、日本を含む海外企業にも同工業地域への新規進出・事業の停止になったプロジェクトが出て、経済への影響を心配する報道がなされた。

### 問題への対応
この公害問題を解決すべく、政府では2009年11月13日にアナン・パンヤーラチュン元首相を中心とした四部門（1．住民、2.有識者、3.企業、4.政府機関）、19の委員から構成される調整委員会（マープタープット工業団地投資問題解決四者委員会:คณะกรรมการ 4 ฝ่ายเพื่อแก้ไขปัญหาการลงทุนในนิคมอุตสาหกรรมมาบตาพุด）を設置した。一方、工業団地側は、投資相談の増加に伴い、投資許可相談窓口（Permit Hotline）を設置し、対応をしている。
さらに、公害問題を重要視する日本の関係各局、企業に対して、状況の説明と政府の投資推進政策に変化のないことへの理解を求めるために、2010年2月18日、ゴーン財務大臣を代表とし、タイ中央銀行、タイ工業連盟、タイ商工会議所の代表も同行する使節団の派遣を決定した。
住民側は、日本への使節団派遣の動きを牽制し、同日（2月18日）四者委員会の住民代表であり、社会活動家であるスティ・アッチャーサイ代表を中心とした東部住民ネットワークと近隣住民60名が、日本が早期問題解決のためにタイ政府に圧力をかけているとして、過去の日本の公害問題を踏まえ、解決を急がないように求める質問状を在タイ日本国大使館に提出した。19日、カシット外務大臣は日本側の圧力の存在を否定した。これに呼応してメコン地域で開発問題に取り組む日本のNGOメコンウォッチが3月16日日本貿易振興機構バンコクセンターに質問状を提出。日本貿易振興機構では、それに対し、発言内容が誤報道され、誤解を生じていることは残念であると述べた上で、タイ政府側への環境法制の整備、環境保全への協力と法制遵守を行っていくと応じた。
タイ政府は3月12日から14日までの日程で、ゴーン財務大臣を中心とした経済使節団を東京に派遣した。帰国後、ソラユット工業大臣補佐官は日本の政府高官、投資家は反独裁民主同盟の政情不安よりも、むしろマープタープット問題と環境関連法の未整備を投資環境の不安材料として憂慮しているとの見解を述べた。それを受け、政府では環境影響調査・健康影響調査の実施、審査対象産業のリスト作成、事業の再開を急いでいる。

### 凍結事業再開への動き
2010年2月24日、タイ中央行政裁判所は、凍結中の事業のうち新たに9事業（7企業）の申請手続きの再開を認めた。3月10日、さらに4事業が追加して申請を再開。凍結事業は51事業となった。4月3日、ゴープサック首相府秘書官長が四者委員会の席上で進捗を説明。昨年末の64事業凍結以降、凍結解除、自主的な事業申請の取り消しなどにより、46事業に減少している 。うち9事業は手続きが再開された。さらに、すでに仏暦2550年憲法の規定以前の基準で環境影響調査を終えているとして天然資源・環境政策企画事務局が4事業、工業団地公社が7事業再開の手続きをすすめている 。残り26事業に関して対策を模索中とし、事業の再開が進むにつれ、日本を含めた海外投資家の間に楽観的な観測が広がっていった。
他方、再開反対派からの巻き返しも起きている。市民団体「反地球温暖化協会」（シースワン・ヂャンヤー代表）とマープタープット住民35名が、3月10日、エネルギー、鉱業、石油化学関連の9事業を凍結するように、裁判所に新たに訴えを起こした。さらに3月25日、四者委員会の住民代表スティ代表は委員会が工業セクターの利益優先で運営され、住民への配慮が足りないと不満を表明した。
最終的に6月27日委員会は18業種からなる環境アセスメント、健康アセスメントを必要とする業種リストをまとめ、国家環境委員会に提出した。

### 一応の事態収束
2010年8月23日、政府はアナン・パンヤーラチュン元首相を中心とした公害問題解決委員会が6月に提出した環境アセスメント、健康アセスメントを必要とする18業種のリストを元に鉱業、石油化学、金属精錬、港湾、発電所など11業種を選定。。9月2日、事業凍結された64事業中62事業の活動再開が許可されたことにより、マープタープット公害問題は一応の収束を迎えた。
しかし、地元住民・環境団体による抗議運動はまだ続いており、スティ代表率いる東部住民ネットワークと環境保護団体は、規制業種が18業種から、11業種に大幅に削減されたことを不満として、9月30日から10月2日まで抗議集会を開催した。政府では、抗議運動に対応するために環境保全事業を継続しており、2011年1月11日の閣議で、同工業団地があるラヨーン県の境改善事業15件に、総額2億5,500万バーツ（約７億円）の予算割当を承認しており、水道網整備や、大気汚染の監視モニター設置などに充てる計画を立てている。

### 今後の日系企業の公害問題対応
この日系企業の進出の進む工業団地周辺で起きた公害抗議運動は、タイにおける環境保全意識、住民運動などの市民活動の発展を印象付けた。2011年1月28日盤谷日本人商工会議所と日本貿易振興機構バンコクセンターが開いた本問題のレヴューにおいて、日系企業側では公害問題の再発を防ぐためにもタイ政府とともに官民パートトナーシップのもとで環境と地域住民への配慮していく方針を打ち出している。

## 関連事項
- 工業省 (タイ)
- タイ工業団地公社